# Pierre Cosso
Pierre Cosso (Algeri, 24 settembre 1961) è un attore, cantante e compositore francese.

## Biografia
Ha esordito nel film Il tempo delle mele 2 (1982) come interprete del bel Philippe, accanto a Sophie Marceau. Ha svolto la sua carriera di attore principalmente in Francia, Italia e Stati Uniti, interpretando diversi ruoli, come in Rosa la Rose di Paul Vecchiali, La candide Madame Duff di Jean-Pierre Mocky, Cenerentola '80, Windsurf, I miei primi 40 anni, La Romana, Mino - il piccolo alpino, Al cuore si comanda e Sin's kitchen. Degna di nota la sua performance nel film americano Un lupo mannaro americano a Parigi di Antony Waler, dove l'attore ha cambiato registro. 
Molto presente nella televisione francese, ha recitato nelle fiction Les cœurs brûlés (1992) e Les yeux d'Hélène (1994) ed è stato il protagonista di Flic de Choc, su TF1, accanto a Ticky Holgado. 
Ha inoltre registrato, come autore/compositore/ interprete, numerosi 45 giri durante il 1980.  Nel 2000 si è assistito ad una svolta radicale del suo stile, divenuto "etnico elettro-acustico"; le sue composizioni sono entrate nelle compilation di Claude Challes ("Indian touch,"/Nirvana Lounge). 
Tra il 2000 e il 2002, Pierre Cosso ha recitato in teatro con Ladies night , pièce ispirata al film The Full Monty, premiata nel 2001 con un “Molière” come migliore commedia. 
Nel terzo millennio l'attore si è dedicato principalmente alla sua vita familiare, partecipando a un nuovo lavoro per la TV italiana, la fiction Anna e i cinque, accanto a Sabrina Ferilli.
Nel 2016 ha ottenuto visibilità in Italia all'undicesima edizione di Ballando con le stelle, dove è stato affiancato dalla ballerina Marija Ermačkova.

## Vita privata
In giro per il mondo dal 2003 sulla sua barca a vela Nusa Dua, ha avuto due figli, nati durante i viaggi da lui intrapresi. Dopo aver attraversato l'Atlantico e il Pacifico, si è stabilito in Polinesia, dove vive tuttora. Gli sono stati dedicati molti documentari televisivi tra cui Thalassa e 100% MAG in Francia.

## Filmografia parziale

### Cinema
- Ormai sono una donna (Beau-père), regia di Bertrand Blier (1981)
- Il tempo delle mele 2 (La Boum 2) regia di Claude Pinoteau (1982)
- Cenerentola '80, regia di Roberto Malenotti (1984)
- Windsurf - Il vento nelle mani, regia di Claudio Risi (1984)
- Rosa la rose, fille publique, regia di Paul Vecchiali (1986)
- I miei primi 40 anni, regia di Carlo Vanzina (1987)
- À la vitesse d'un cheval au galop, regia di Fabien Onteniente (1992)
- Un lupo mannaro americano a Parigi (An American Werewolf in Paris), regia di Anthony Waller (1997)
- La Candide Madame Duff, regia di Jean-Pierre Mocky (2000)
- Al cuore si comanda, regia di Giovanni Morricone (2003)
- Sin's Kitchen, regia di Fabien Pruvot (2004)

### Televisione
- Mino - Il piccolo alpino, regia di Gianfranco Albano (1986)
- Quattro piccole donne, regia di Gianfranco Albano (1990)
- Flics de choc: le dernier baroud, regia di Henri Helman (1994)
- Michele alla guerra, regia di Franco Rossi (1994)
- Zentilyte Flics de choc : Une femme traquée, regia di Michaëla Watteaux (1996)
- Flics de choc : La dernière vague, regia di Arnaud Sélignac (1996)
- Il cuore e la spada, regia di Fabrizio Costa (1998)
- Mai con i quadri, regia di Mario Caiano (1999)
- Anna e i cinque (2011)
- Partecipazione all'undicesima edizione di Ballando con le stelle (2016)

## Discografia
- 1984: Windsurf (Il Vento Nelle Mani)
- 1984: Stay[1] (con Bonnie Bianco)
- 1986: Vis ta vie
- 1986: J'aurais voulu
- 1987: Gotta Give Up
- 1987: Emmène-Moi
- 1988: Pioche
- 1988: Don't cry[2] (con Nikka Costa)
- 1990: Kathie's Lies
- 2003: Indian touch2
- Sheherazade (Salon orientale no 2)
- Sahara (Pavillon Chinois)

## Doppiatori italiani
Nelle versioni in italiano dei suoi film, Pierre Cosso è stato doppiato da:
- Francesco Prando in Anna e i cinque 1ª stagione
- Vittorio Guerrieri in Anna e i cinque 2ª stagione
- Gianni Bersanetti in Il tempo delle mele 2
- Sandro Acerbo in I miei primi 40 anni
- Tonino Accolla in Cenerentola 80